# アッサンピンク・クリークの戦い
アッサンピンク・クリークの戦い（英: Battle of the Assunpink Creek、または第二次トレントンの戦い）は、ニュージャージーのトレントンで、1777年1月2日に行われたアメリカとイギリスの交戦である。結果はアメリカの勝利に終わった。
1776年12月26日朝の、トレントンの戦いの結果を受けて、ワシントン、および幕僚はイギリス軍の反撃を想定し、トレントンで迎撃を決断し、アッサンピンク・クリークの南に防御陣地を構築して待ち構えた。
イギリス陸軍中将のチャールズ・コーンウォリスは、駐屯地から南に部隊の大半の5000人を移動させ、1400人をチャールズ・モーフード指揮下の別働隊として、プリンストンに残した。本隊の移動は、アメリカ軍の遅延戦術に妨害されたため、夕方までトレントンに到着できなかった。3度の攻撃でアメリカ軍を敗北させられなかったため、イギリス軍は翌日の交戦のために陣を作り、一夜を過ごした。別働隊はこれを迂回したワシントン指揮下のアメリカ軍に対して、翌日のプリンストンでの戦いで敗北し、イギリス軍はニュージャージーの大半から冬の間、撤退した。

## トレントンの戦い後
1776年12月25日、大陸軍（アメリカ軍）の総司令官ジョージ・ワシントンは、デラウエア川を軍と共にわたり、トレントンのドイツ人猟兵の駐屯地を攻撃した。大陸軍に包囲された猟兵は、あっけなく完敗した。ワシントンはもう一度川をわたって、ペンシルバニアの宿営に戻り、30日に、軍をトレントンに移動させて、アッサンピンク・クリークの南に軍を配置した。

### ワシントンの提案
トレントンでワシントンは難問に突き当たっていた。少人数を除き、すべての兵の徴兵期間が12月31日に終わり、兵たちを説得して徴兵期間の延長を承諾させない限り、軍隊が戦わずして崩壊してしまうことを理解していた。そのため、30日に、兵士たちに、10ドルの報奨金と引きかえに1ヶ月の延長を要請した。また、無償で志願兵を募ったが、誰も応じなかった。ワシントンは馬上から部隊の前を巡り、兵士達に呼びかけた。「我が勇敢な同志たちよ。皆は、私が命じたことをすべて実行し、期待できる以上のことを達成してくれた。しかし皆の国が、危機に瀕している。皆の妻、家、そして大切にしているすべてがかかっている。皆、疲れてもいるし、苦しくもある。しかし、さらに耐え忍ぶことを求めることを許してほしい。あとひと月在籍することに同意するなら、自由と国を守るための兵役に就くことになるが、このような機会は今後、二度とないだろう」
最初は誰も前に出るものがいなかったが、1人の兵士が進み出た。そして数名を除いて、すべての兵士が前に出たのである。

### 戦闘準備

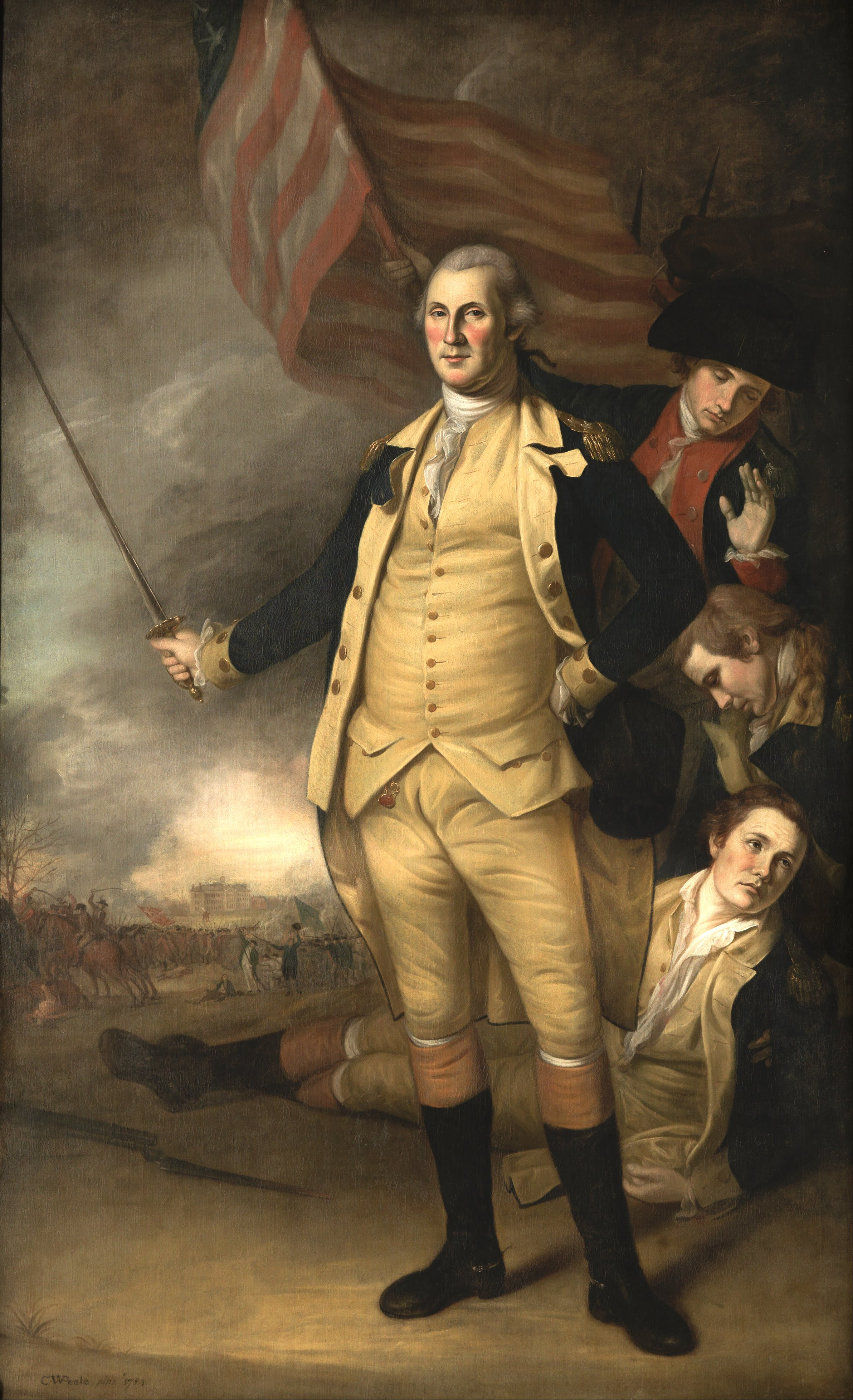
ジョージ・ワシントン

1月1日、トレントンに大陸会議からの軍資金が届き、兵士たちに約束した報奨金が分配された。また、ワシントンに一連の決議も送られて来た。決議のうちの一つには、彼に、軍事独裁者に近い権限を与えるとあった。ワシントンは決断を下し、トレントンに留まって戦うことにした。そしてクロスウィックスにいたジョン・キャドワラダー将軍に、1800人の民兵とともに、トレントンで合流することを命じた。31日、ワシントンはイギリスの将軍、チャールズ・コーンウォリスの、8,000名の軍が、大陸軍を攻撃にトレントンに移動しているという情報を得た。
ワシントンは兵士に命じて、アッサンピンク・クリークの南岸と平行に土塁を築かせた。この土塁は、小川（クリーク）から南に3マイル（約4.8キロ）下流にまで及んでいた。しかし、ワシントンの副官であるジョセフ・リードは、流れの上流には浅瀬があって、イギリス軍がそこを渡るであろうこと、また、イギリス軍が、大陸軍の右翼を攻撃できる位置につくであろうことを指摘した。ワシントンはデラウエア川を渡っての退却は不可能だった、大陸軍の船は、すべて上流から数マイル（3‐5キロ）のところにあったのである。彼は士官たちに、軍をいずれ動かすこと、今の配置は暫定的なものであることを告げた。

### イギリス軍の動き
コーンウォリスは、イギリスへの帰還を考えていたが取りやめ、プリンストンへ馬を飛ばして、ジェームズ・グラント将軍に追いついた。グラントはプリンストンへの兵力補強として、1,000人の部隊を移動させていた。プリンストンに着いたコーンウォリスを、グラントとカール・フォン・ドノプが説得し、トレントンでは、この3人の連合軍で大陸軍を攻撃することになった 。
1777年1月1日に、コーンウォリスと彼の軍はプリンストンに着いた。1月2日に、チャールズ・モーフードに一部を任せて、5,500の兵とともに、11マイル（約18キロ）離れたトレントンを目指した。コーンウォリスの軍は28門の大砲を準備し、3列縦隊で進軍した。メイドンヘッドに着いたコーンウォリスは、アレキサンダー・レスリー大佐に1500人を分遣し、翌朝まで待機するように命じた。

## 戦闘

### アメリカ軍による遅延戦闘

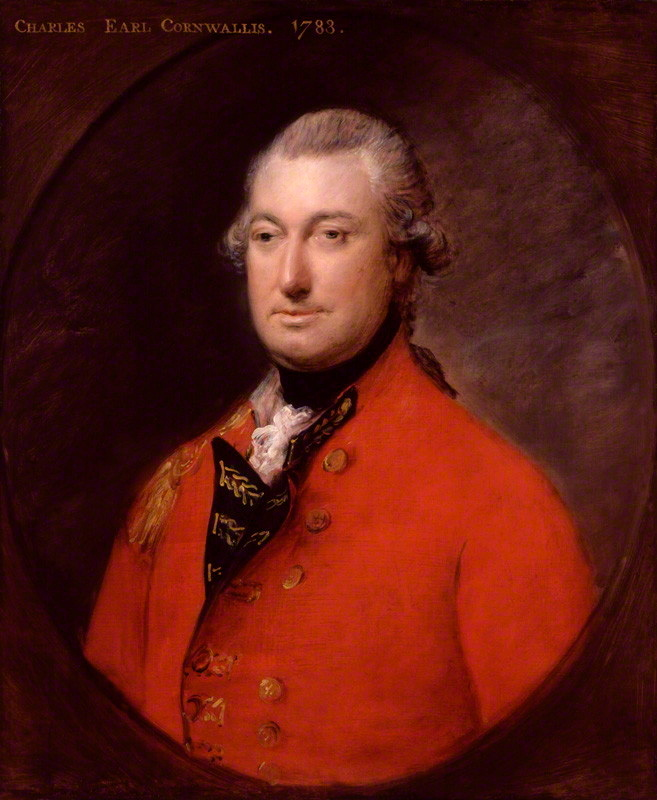
チャールズ・コーンウォリス将軍

コーンウォリスは、自軍の前に、猟兵とイギリス軽歩兵隊の散兵線を布かせた。その2日前に、ワシントンはマティアス・アレクシス・ロシェ・ド・フェルモワ指揮下の部隊を、トレントンとプリンストンの中間に、イギリスの進軍を遅らせる目的で配置していた。イギリス軍が近づいてくると、フェルモワはトレントンに戻ったが、酩酊していた。このためエドワード・ハンド大佐が、その部隊の指揮を引き継いだ。
イギリス軍が射程内に入って来ると、大陸軍のライフル銃が火を吹いた。大陸軍の狙撃兵は、森や、谷や、道が曲がった部分からでさえも発砲し、イギリス軍が陣形を組もうとするたびに、後退して別の遮蔽物の陰から発砲を繰り返した。ハンドの部隊がファイブ・マイル・ランに沿った位置をあきらめざるを得なくなると、シャバコンク・クリークの南岸の、深い森に新しく陣を張った。ハンドは兵たちを茂みの中に配置した。そこは、イギリス軍が流れに架かる橋を渡ってくるときに見つけられないような守りに適した場所だった。大陸軍の狙撃兵が至近距離から銃弾を浴びせた。この激しい銃撃にイギリス軍は混乱し、大陸軍が総力を挙げて迎撃してきたと考え、陣形を組み、大砲を砲架に備えた。イギリス軍は大陸軍を見つけるべく半時間も森の中を探したが、ハンドの部隊は既に別の場所に移っていた。
午後3時までに、イギリス軍はトレントンから半マイル（約0.8キロ）のストックトン・ホロウと呼ばれる谷に着いた。その谷ではアメリカ軍がもう1線の防御線を準備していた。ワシントンは、夜になるまでイギリスを引き止めておこうとした。辺りが暗くなれば、アッサン・ピンクの南岸から大陸軍の防御線を攻撃できなくなるからだった。イギリス軍は、大砲を据えて、ハンドが布いた新しい陣地を砲撃した。ハンド隊はこれに屈して、ゆっくりとトレントンに退却したが、 帰る道すがら、建物の陰から兵たちに銃撃させた。ハンドの部隊が、アッサンピンク・クリークにやって来たところで、ドイツ人猟兵が銃剣を装着してハンドの部隊に突撃し、ハンド隊を混乱させた。その混乱状態に気がついたワシントンは、馬で橋を渡っている兵士たちの間をかきわけて行き、大陸軍砲兵隊の援護でハンドの後衛部隊を退かせ、隊列を整え直すよう大声で叫んだ。

### 両軍の応酬
イギリス軍が大陸軍防御線へ攻撃をかける準備を行っている間に、両軍の間で砲火と銃火の応酬があった。イギリス軍は、がっちりとした縦隊で橋を渡って前進した。大陸軍は一斉射撃で応じた。イギリス軍は後退したが数刻の間であり、最度の襲撃に出たが、今度はアメリカの砲火で撃退された。イギリス軍は今一度そして最後の突撃を敢行したが、今度は大陸軍のキャニスター弾が放たれ、イギリスの戦列が崩壊した。ある兵士は、「戦死したものや負傷したものの血と赤の軍服とで、橋は真っ赤に見えた」と語った。

## 大陸軍の退却

### コーンウォリスの決断

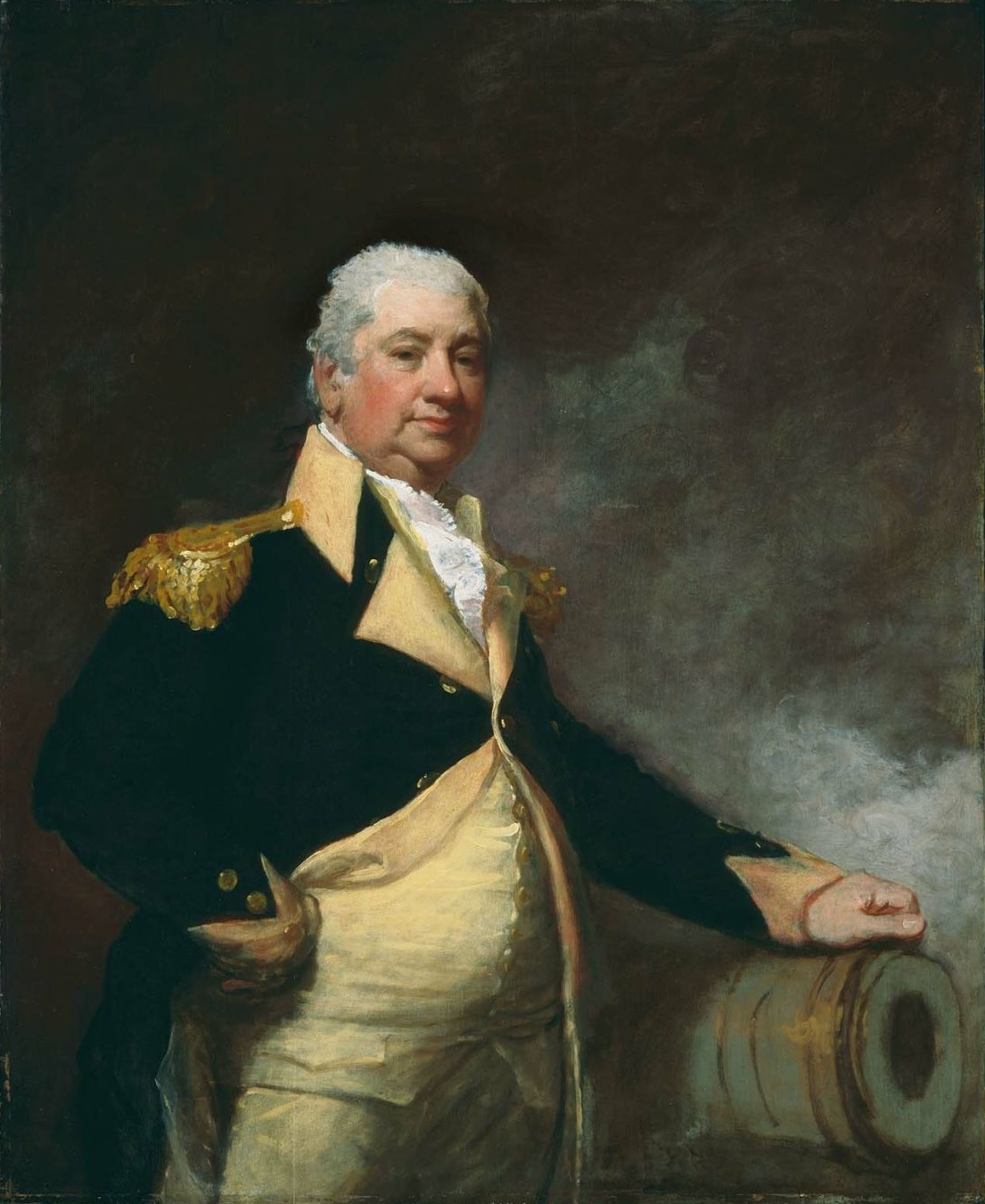
ヘンリー・ノックス

トレントンに主力隊と到着したコーンウォリスは、作戦会議を開き、このまま攻撃を続けるべきかどうかを検討した。「もしワシントンが私の考えている通りの一流の将軍なら、明日の朝には彼の軍はもうあそこにいなくなっていますよ」コーンウォリスの主計総監であるウィリアム・アースキンは、こう言って、すぐに一撃をくらわせるように促した。しかしジェームズ・グラントは反対した、そしてアメリカ軍が退却する手段はどこにもなく、イギリス兵も疲弊していることから、休息を取って、翌朝に攻撃を仕掛けるのがいいと主張した。コーンウォリスは朝まで待ちたくはなかったが、暗闇の中に兵を送りだすよりはいいだろうと決断した。コーンウォリスは兵たちに言った、「かの古狐はほぼこちらの手に落ちた、明日の朝やつをしとめる」そしてコーンウォリスは、夜営のために、トレントンの北の丘に軍を移動させた。　

### ワシントンの決断
夜の間、ヘンリー・ノックスの指揮下にある砲兵隊は、イギリス軍の注目を惹きつけるため、時折、砲弾をトレントンの野営地を狙って砲撃を行った。コーンウォリス同様に、ワシントンも作戦会議を開いていた。ワシントンは、プリンストンに通じる道があるのを知っており、会議の出席者も、プリンストンのイギリス軍駐屯地への攻撃に同意した。午前2時を回る頃には、軍はプリンストンに向かっていた。ワシントンは、500人の兵と、大砲を2門トレントンに残していて、かがり火を灯させ、つるはしやシャベルで地面を掘る音を立てさせ、イギリス軍に、大陸軍が防御陣地を築いているのだと思わせた。次の朝までに、この兵たちも撤収していた。そして、イギリス軍が攻撃をしかけた時には、大陸軍の兵はすべて移動済みであった。

## 両軍の損失
ハワード・ペッカムが、1月2日の2つの交戦を記録していたが、どちらも「小競り合い」に分類している。ファイブ・マイルズ・ランでの最初の交戦は、アメリカ側の損失がなかったと記している。ストックトン・ホロウの2度目の交戦では、アメリカ軍全体で死者1人、負傷10人、脱走1人としている。一方ウィリアム・S・ストライカーは、1月2日のアメリカ軍は死者1人、負傷6人と伝えている。またデビッド・ハケット・フィッシャーは、戦死傷者は100人と記している。

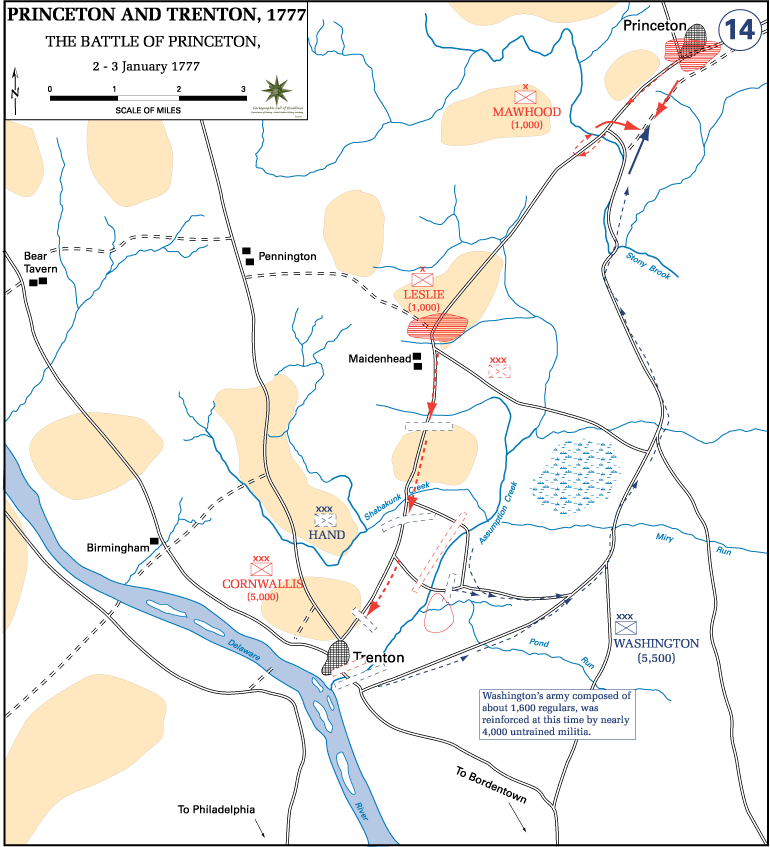
プリンストンの戦いでのイギリス軍の動き（赤矢印）

ペッカムは、ファイブ・マイルズ・ランのイギリスの損失は、ドイツ兵が1人、そしてストックトン・ホロウでは「最低でも」10人戦死、20人負傷そして25人が捕虜となったと記している。エドワード・J・ロウエルは、1月2日にドイツ兵が4人戦死、11人負傷と伝えている。フィッシャーは、イギリス側は戦死、負傷、捕虜を併せて365人としている。

## プリンストンの戦いへ
夜明けまでに、ワシントンはプリンストンに到着した。プリンストンの戦いで、イギリスは決定的な敗北を喫し、モーフード指揮下の兵の大部分が捕虜となった。10日間で3度目の敗戦で、コーンウォリスの上官である将軍ウィリアム・ハウは、軍を、ニュージャージー南部から、ニューヨークに近い所まで撤退させた。コーンウォリス軍はこの命令に従い、前進基地をニュージャージーのニューブランズウィックに置いた。ワシントンは、兵たちを、冬季宿営のためにモリスタウンに移動させた。